# Ulei de floarea-soarelui

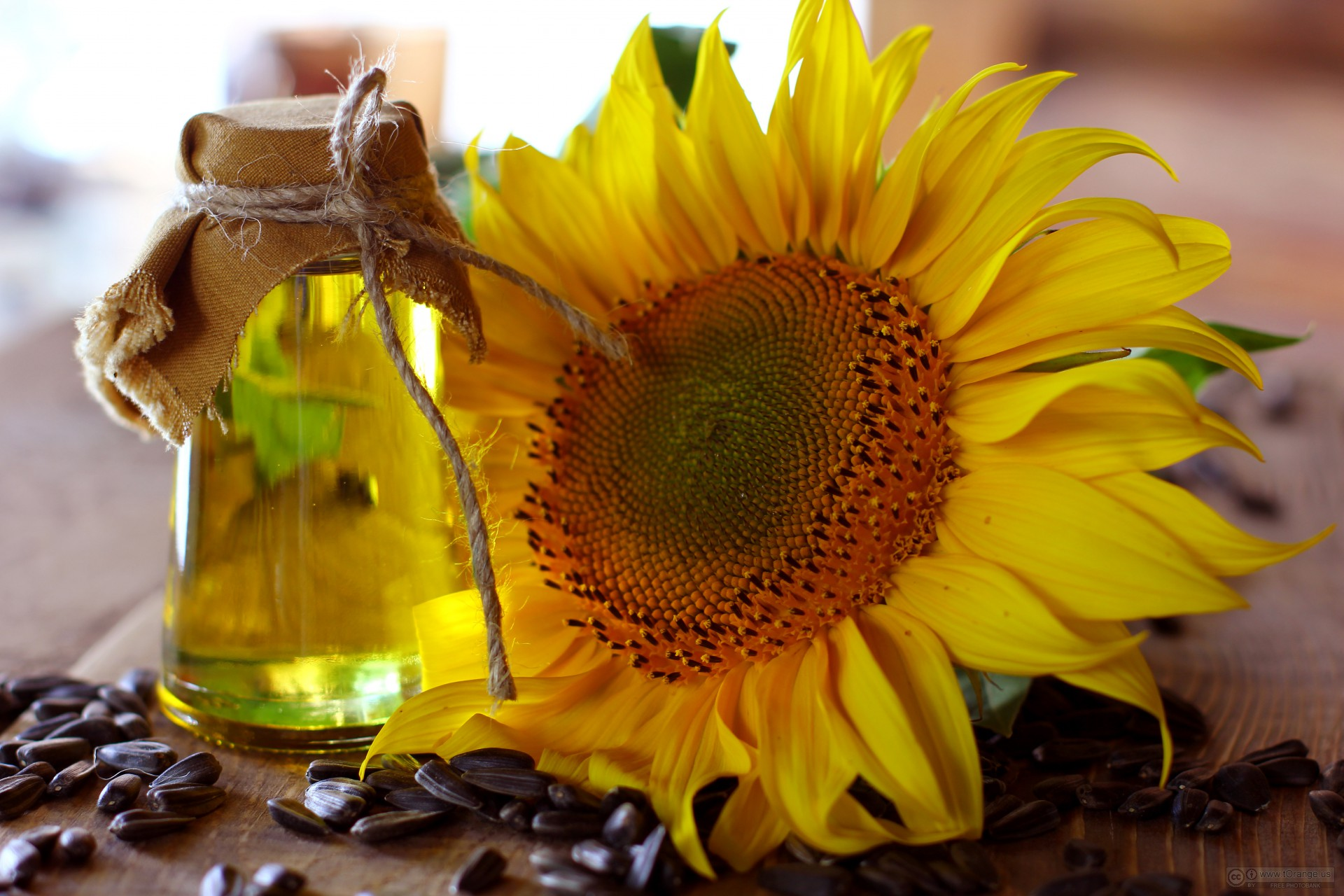
Ulei de floarea-soarelui într-un recipient.

Uleiul de floarea-soarelui este un ulei vegetal folosit în principal în domeniul culinar, și se extrage din semințele plantei de floarea-soarelui. Este o sursă bogată de grăsimi nesaturate și de vitamina E. 

## Materia primă
Uleiul se fabrică din achenele de floarea-soarelui. 